# Distrito electoral de Driftwood (condado de Hitchcock, Nebraska)
Driftwood (en inglés: Driftwood Precinct) es un distrito electoral ubicado en el condado de Hitchcock en el estado estadounidense de Nebraska. En el Censo de 2010 tenía una población de 18 habitantes y una densidad poblacional de 0,2 personas por km².

## Geografía
Driftwood se encuentra ubicado en las coordenadas 40°2′41″N 100°48′54″O / 40.04472, -100.81500. Según la Oficina del Censo de los Estados Unidos, Driftwood tiene una superficie total de 90.32 km², que corresponden a tierra firme.

## Demografía
Según el censo de 2010, había 18 personas residiendo en Driftwood. La densidad de población era de 0,2 hab./km². De los 18 habitantes, Driftwood estaba compuesto por el 100% blancos.